# Acmocera flavoguttata
Acmocera flavoguttata là một loài bọ cánh cứng trong họ Cerambycidae.